# Лилијан Тирам
Руди Лилијан Тирам-Улијен (фр. Ruddy Lilian Thuram-Ulien; Поент а Питр, 1. јануар 1972) је бивши француски фудбалер и репрезентативац пореклом са Гвадалупеа.

## Каријера
Тирам је у сениорском фудбалу дебитовао у дресу Монака. Године 1996. прелази у Парму, којој је помогао да дође до другог места Серије А, пре него што ће освојити и Куп УЕФА и Куп Италије 1998/99.
Тирам 2001. године прелази у Јувентус, који је у то време издвојио чак 35 милиона евра, што је била рекордна сума за једног одбрамбеног играча. Сезону 2003/04. због променљиве форме, Тирам је описао као „најгору у својој каријери“, пошто Јувентус није успео да дође до четвртфинала Лиге шампиона, завршио је на трећем месту Серије А и изгубио у финалу Купа Италије. У сезони 2004/05, Тирам се враћа на позицију централног бека, поново се удружује са бившим саиграчем из Парме, Канаваром и бележи једну сјајну сезону, када Јувентус осваја 28. скудето са најбољим одбрамбеним резултатом у Серији А. Након што је Јувентус избачен у Серију Б, Тирам 2006. године прелази у Барселону где остаје до краја каријере 2008. године.
За репрезентацију Француске, са којом је освојио Светско првенство 1998. године, а затим и Европско 2000, одиграо је 142 утакмице, а последњу на Европском шампионату у Аустрији и Швајцарској.
У марту 2004, фудбалска легенда Пеле сврстао је Тирама међу 125 најбољих живих фудбалера.

## Трофеји

### Клупски
Монако
- Куп Француске (1) : 1991.

Парма
- Куп Италије (1) : 1999.
- Суперкуп Италије (1) : 1999.
- УЕФА куп (1) : 1998/99.

Јувентус
- Првенство Италије (4) : 2001/02, 2002/03, 2004/05, 2005/06.
- Суперкуп Италије (2) : 2002, 2003.
- Лиги шампиона : финале 2002/03.

Барселона
- Суперкуп Шпаније (1) : 2006.
- Суперкуп Европе : финале 2006.
- Светско првенство за клубове : финале 2006.

### Репрезентативни
Француска
- Светско првенство (1): 1998.
- Европско првенство (1): 2000.
- Куп конфедерација (1): 2003.